# Jogos Pan-Arábicos de 1976
Os Jogos Pan-Arábicos de 1976 foram a quinta edição dos Jogos Pan-Arábicos. Cerca de 2200 atletas de 11 países disputaram 18 modalidades entre os dias 6 e 21 de outubro de 1976 em Damasco, capital da Síria. Os donos da casa ficaram em primeiro lugar no quadro de medalhas, com uma ampla vantagem sobre o segundo colocado, o Marrocos.
Após as quatro primeiras edições dos Jogos Pan-Arábicos terem sido realizadas em intervalos regulares de quatro anos, os Jogos de 1976 só aconteceriam passados onze anos do evento anterior, de 1965.

## Impasse
A Líbia inicialmente havia sido escolhida para sediar a edição de 1969, mas solicitou o adiamento por um ano devido à não conclusão de suas instalações. No entanto, a instabilidade causada pelo golpe militar de Muammar al-Khadafi ainda em 1969 levou a Líbia a desistir definitivamente de sediar o evento. O Sudão, então, ofereceu-se para organizar os Jogos em 1971, mas também desistiu.
Em uma nova tentativa de se encontrar uma sede para os Jogos, decidiu-se que a Síria organizaria o evento em 1974, mas a sua participação na Guerra do Yom Kipur no ano anterior adiaria a quinta edição dos Jogos Pan-Arábicos definitivamente para 1976.

## Países participantes
| - Arábia Saudita - Bahrein - Emirados Árabes Unidos - Iêmen do Sul - Jordânia - Kuwait | - Marrocos - Mauritânia - Palestina - Síria - Sudão |

## Modalidades
| - Atletismo - Basquetebol - Boxe - Caratê - Ciclismo - Futebol (detalhes) | - Ginástica - Halterofilismo - Handebol - Hipismo - Judô - Luta olímpica | - Natação - Polo aquático - Tênis - Tênis de mesa - Tiro com arco - Voleibol |

## Quadro de medalhas

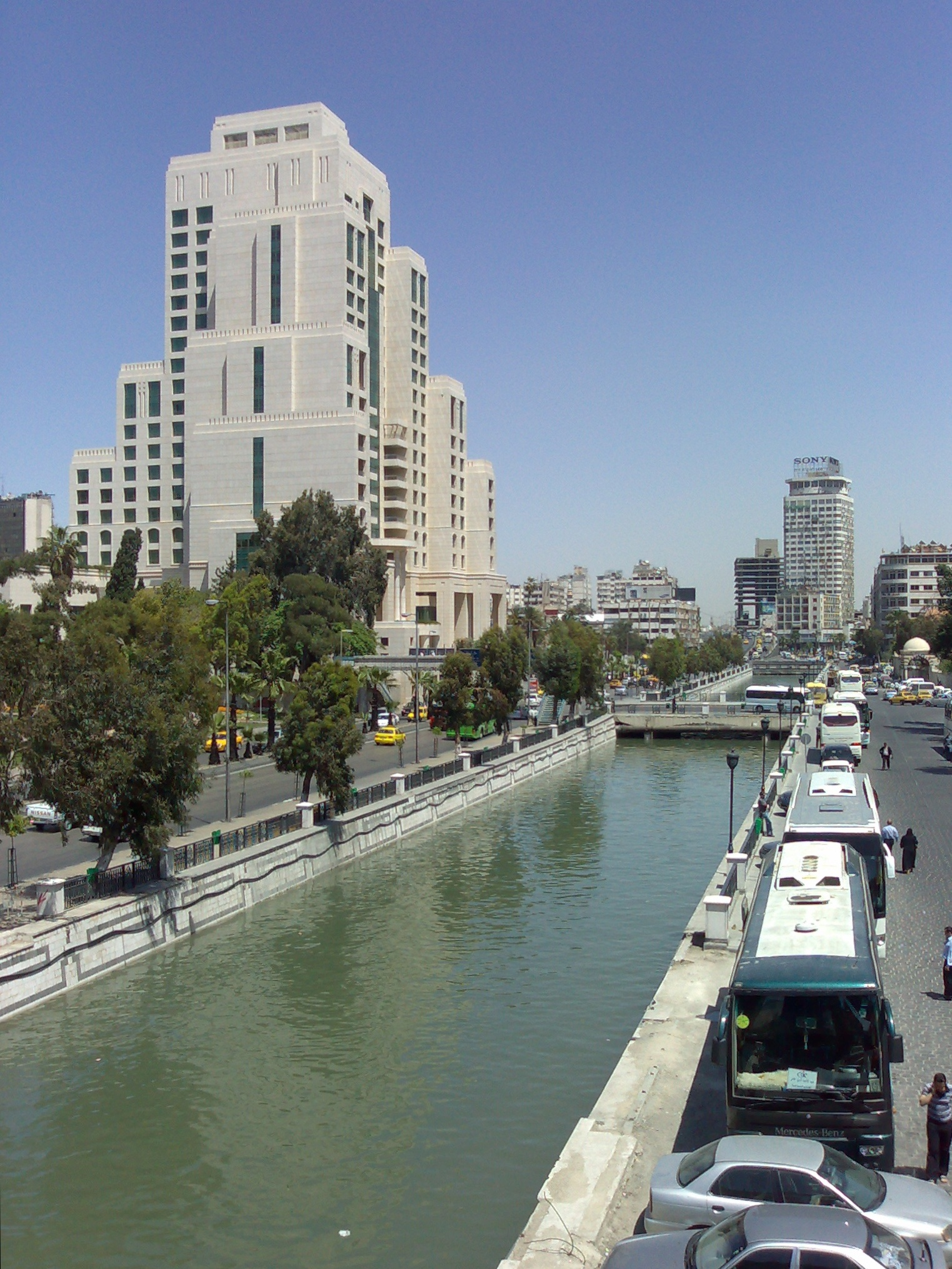
Vista de Damasco, Síria

| Ordem | País           | Medalha de ouro | Medalha de prata | Medalha de bronze | Total |
| ----- | -------------- | --------------- | ---------------- | ----------------- | ----- |
| 1     | Síria          | 61              | 42               | 19                | 122   |
| 2     | Marrocos       | 38              | 17               | 15                | 70    |
| 2     | Sudão          | 10              | 9                | 8                 | 27    |
| 4     | Kuwait         | 4               | 6                | 10                | 20    |
| 5     | Arábia Saudita | 3               | 4                | 19                | 26    |
| 6     | Jordânia       | 2               | 5                | 7                 | 14    |
| 7     | Bahrein        | 1               | 5                | 17                | 23    |
| 8     | Iêmen do Sul   | 0               | 0                | 1                 | 1     |